# Mozdonyt gyártó cégek listája
Ez a lista a működő és már megszűnt mozdonygyárak nevét tartalmazza az egész világról. A lista nem teljes.

## Dél-Afrika
- Union Carriage and Wagon - [1]
- DCD Dorbyl[2]
- Girdlestone steam[3]
- Transwerk[4]

## Ausztrália

### Működő cégek
- United Group Rail – Newcastle & Perth[5]
- EDI Rail – New South Wales[6]
- EDI Walkers – Queensland

### Megszűnt cégek
- A E Goodwin
- Comeng
- Clyde Engineering
- Henry Deakin Walkers
- Morrison Knudsen Australia
- A. Goninan
- E M Baldwin

## Kína
- Zhuzhou - [7]
- Beijing February 7th-CNR - [8]
- China South Locomotive and Rolling Stock Group[9]
- CNR Changchun Railway Vehicles[10]
- Changsha Heavy Machinery[11]
- Dalian Locomotive Works[12]
- Qishuyan Locomotive and Rolling Stock Works[13]
- CSR Sifang Locomotive and Rolling Stock, Co.[14]
- CNR Tangshan Railway Vehicle[15]
- Taiyuan Locomotive and Rolling Stock Works[16]
- CSR Zhuzhou Electric Locomotive Company (Gofront)[17]
- CSR Ziyang locomotive Works[18]
- Xiangtan Electric Manufacturing Group Corporation Ltd[19]

## India
- BHEL[20]
- Chittaranjan Locomotive Works[21]
- Diesel Locomotive Works (DLW)[22]

## Új-Zéland

### Működő cégek
- Hutt Workshops Lower Hutt
- Hillside Workshops Dunedin

### Megszűnt cégek
- Addington Workshops Christchurch
- Easttown Workshops Wanganui
- Otahuhu Workshops Auckland
- A & G Price Limited, Thames

## Japán
- Kawasaki[23]
- Hitachi[24]
- Mitsubishi[25]

## Korea
- ROTEM[26]

## Csehország
- ČKD – (Českomoravská–Kolben–Daněk)
- Škoda – Plzeň[27]

## Dánia
- Frichs
- Pedershaab
- Scandia
- Triangel

## Finnország
- Lokomo
- Tampella
- Valmet
- Transtech Oy
- Saalasti Oy
- Rautaruukki Oyj
- Talgo Oy
- VR Oy

## Franciaország
- Alstom[28]
- Ateliers du Nord de la France (ANF) – most a Bombardier Transportation része
- Brissonneau and Lotz
- Compagnie Electro-Méchanique
- Schneider Electric

## Németország
- AEG
- Adtranz
- BBC
- Borsig
- Hanomag
- Henschel
- Krupp
- Krauss-Maffei
- LEW (ex-GDR's VEB LEW "Hans Beimler" Hennigsdorf)
- Maschinenbau Kiel (MaK)[29]
- Maschienenfabrik L. Schwarzkopff
- Schöma[30]
- Siemens AG[31]
- Vossloh Rolling Stock[32]
- Windhoff[33]
- Orenstein and Koppel GmbH
- Fahrzeugtechnik Dessau[34]
- Robel trackwork[35]
- Interlock steam[36]

## Görögország
- Basileiades
- Hellenic Shipyards Co.[37]

## Grúzia
- Elmavalmsenebli[38]

## Horvátország
- Koncar[39]

## Magyarország
- Ganz–MÁVAG
- Ganz Motor- és Vagongyár
- Ganz Villamossági Művek
- Klement Gottwald Villamossági Gyár
- Magyar Vagon- és Gépgyár
- Magyar Királyi Állami Vas-, Acél- és Gépgyárak (MÁVAG)
- Rába Magyar Vagon- és Gépgyár

## Olaszország
- Ipe[40]
- Valente[41]
- Ansaldo Breda[42]

## Hollandia
- Allan
- Heemaf[43]
- Werkspoor

## Oroszország
- Kolomnai Gépgyár
- Metrovagonmas

## Szlovákia
- Avokov[44]

## Spanyolország
- Talgo[45]
- CAF[46]

## Lengyelország
- Pafawag
- Pesa[47]
- Fablok[48]
- Bumar[49]

## Románia
- Electroputere Craiova[50]
- ASTRA

## Svédország
- ASEA
- Munktells Mekaniska Verkstad
- NOHAB
- STT[51]

## Svájc
- Swiss Locomotive and Machine Works
- DLM AG  steam is still alive[52]
- Stadler[53]

## Törökország
- Tülomsaş[54]

## Ukrajna
- Luhanszkteplovoz
- Krjukivi Vagongyár[55]

## Egyesült Királyság

### Működő cégek
- Alan Keef Ltd[56]
- Clayton Equipment Company Ltd[57]
- Brush Traction[58]
- Hunslet Barclay[59]
- Hunslet Engine Company[60]
- Cowans Sheldon[61]
- TMA Engineering Ltd
- 5at project, steam for the 21st century[62]
- Steam Loco Design[63]

### Megszűnt cégek
- Andrew Barclay
- Armstrong Whitworth
- Avonside Engine Company
- Bagnall
- Baguley
- Beyer Peacock
- Birmingham Railway Carriage and Wagon Company
- Black, Hawthorn & Co
- BREL
- British Electric Vehicles
- British Thomson-Houston
- Cravens
- Drewry Car Co.
- Dübs
- English Electric
- Fox Walker
- Gloucester Railway Carriage & Wagon Company
- Greenwood & Batley Ltd (Greenbat)
- Hawthorn Leslie
- F. C. Hibberd
- Hudswell Clarke
- Kerr Stuart
- Kitson
- Manning Wardle
- Metro-Cammell
- Metropolitan Vickers
- Midland Railway Carriage and Wagon Company
- Motor Rail
- Muir-Hill
- Neilson Reid
- North British Locomotive Company
- Pressed Steel
- R and W Hawthorn 1870
- Ruston & Hornsby
- Sentinel Waggon Works
- Robert Stephensons and Hawthorns
- Robert Stephenson and Company
- Sharp Stewart and Company
- Thomas Hill (Rotherham) Ltd
- Vulcan Foundry
- Wingrove & Rogers
- Yorkshire Engine Company

## Kanada

### Működő cégek
- Bombardier Transportation – Montreal QC[64]
- RailPower Technologies – Vancouver, BC[65]

### Megszűnt cégek
- Canadian Locomotive Company – Kingston ON
- General Motors Diesel Division – London ON
- Montreal Locomotive Works – Montreal QC

## Amerikai Egyesült Államok

### Működő cégek
- Brookville Locomotive Company[66]
- Cummins Engine Company
- Fairbanks-Morse[67]
- GE Transportation Systems[68]
- Electro-Motive Diesel[69]
- MotivePower Industries[70]
- Wiese[71]
- Wabtec[72]
- Colmar[73]
- Harsco (HTT)[74]
- Multipower International, Inc.: steam from china[75]
- Mammoth steam[76]

### Megszűnt cégek
- American Locomotive Company (ALCO)
- Amoskeag Locomotive Works
- Appomattox Locomotive Works
- Atlas Car and Manufacturing Company
- Baldwin Locomotive Works (később mint Baldwin-Lima-Hamilton)
- Brooks Locomotive Works
- Burr and Ettinger
- Cincinnati Locomotive Works ( Harkness and as Moore & Richardson)ismert mint
- Climax Manufacturing Company
- Cooke Locomotive and Machine Works
- Covington Locomotive Works
- Davenport Locomotive Works
- Denmead
- Dickson Manufacturing Company
- Dunkirk Engineering Company
- Eastwick and Harrison
- Euclid Road Machinery Company
- Globe Locomotive Works
- Glover Locomotive Works
- Grant Locomotive Works
- Heisler Locomotive Works
- Hicks Locomotive and Car Works
- Hinkley Locomotive Works
- H. K. Porter, Inc (Smith & Porter, later Porter, Bell & Co)
- Ingalls Shipbuilding
- Kentucky Locomotive Works
- Lancaster Locomotive Works
- Lawrence Machine Shop
- Lima Locomotive Works (később Lima-Hamilton, azután Baldwin-Lima-Hamilton)
- Locks and Canals Machine Shop
- Lowell Machine Shop
- Manchester Locomotive Works
- Mason Machine Works
- Mount Savage Locomotive Works
- Nashville Manufacturing Company
- Newcastle Manufacturing Company
- New Jersey Locomotive and Machine Company (régi nevén Swinburne & Smith)
- New York Locomotive Works (ismert mint Breese, Kneeland & Company)
- Niles and Company
- Norris Locomotive Works
- Pittsburgh Locomotive and Car Works
- Plymouth Locomotive Works
- Portland Company
- Republic Locomotive Works
- Rhode Island Locomotive Works
- Richmond Locomotive Works
- Rogers Locomotive and Machine Works (ismert mint Rogers, Ketchum & Grosvenor)
- Rome Locomotive Works
- Ross Winans Locomotive Works
- Schenectady Locomotive Works
- St. Louis Car Company
- Swinburne
- Talbott and Brother Iron Works
- Taunton Locomotive and Manufacturing Company
- Tredegar Iron Works
- United Aircraft
- Virginia Locomotive and Car Works
- Vulcan Iron Works
- West Point Foundry
- Westinghouse Electric Corporation (WEMCO)
- Whitcomb Locomotive Works
- Wilmarth

## Uruguay
- CIR S.A.
- CIR S.A.